# Tolos
|  | Aquest article tracta sobre l'edifici exempt. Si cerqueu l'estructura d'enterrament, vegeu «tolos (tomba)». |

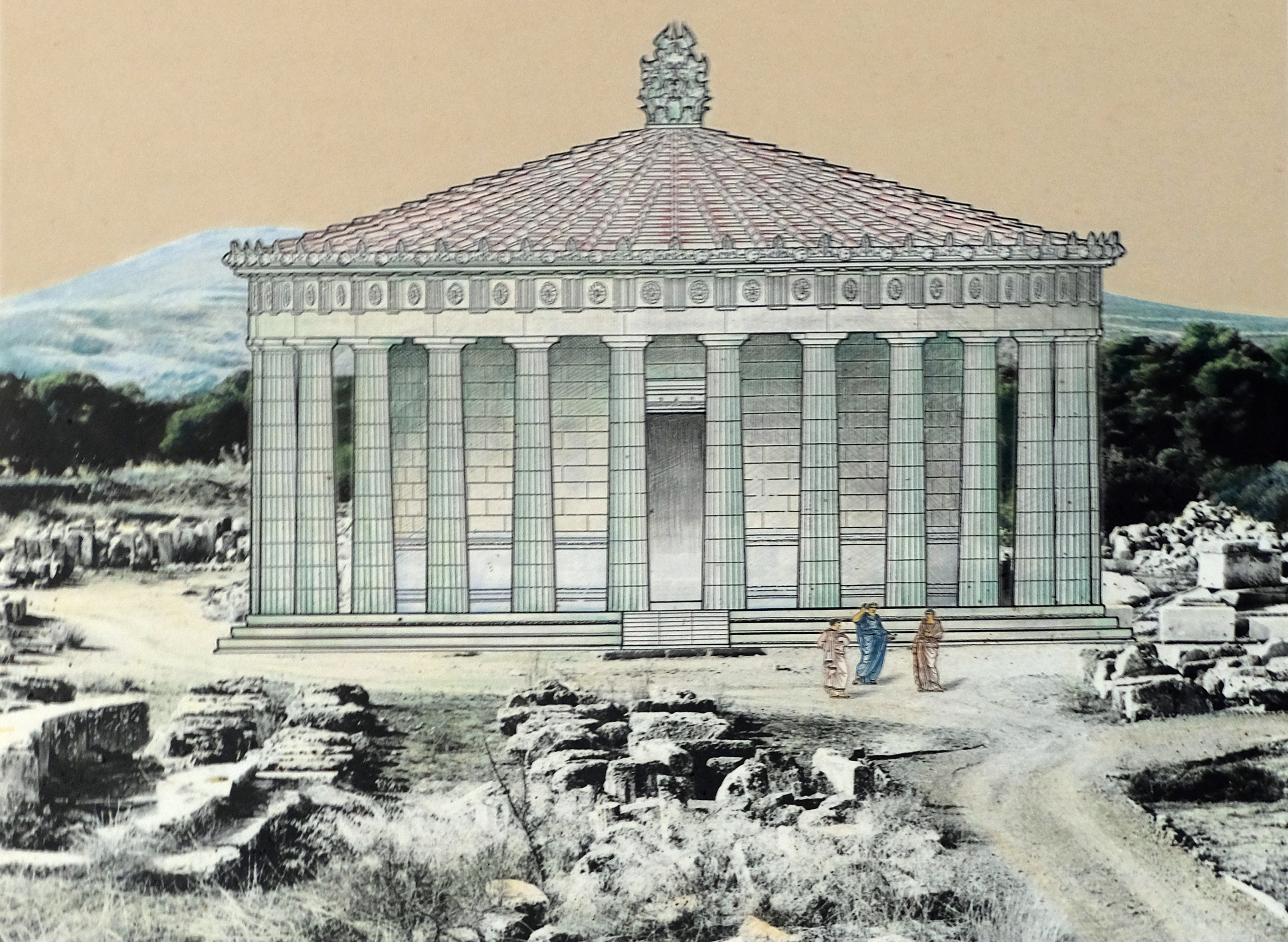
Recreació del Tolos d'Epidaure

Un tolos, (del grec antic θόλος, significant "cúpula"), en llatí tholus (pl. tholi), és un tipus d'edifici que fou àmpliament utilitzat en el món clàssic. És una estructura rodona, normalment construïda sobre un parell de graons (un pòdium), amb un cercle de columnes que suporten un sostre en forma de cúpula. Difereix d'un monopteros (en grec antic ὁ μονόπτερος del μόνος, "només", "sol", i τὸ πτερόν, "ala"), una columnata circular que dona suport a un sostre però sense cap paret, que fa que no tingui una cel·la.
Cal no confondre'l amb les tombes tolos (o "tombes de volta o de rusc") de l'Edat del Bronze tardà a Grècia.

## Antiga Grècia
A Grècia, el tolos és un temple circular de disseny 'perípter' grec completament cenyit per una columnata. Un famós tolos pot ser vist a Delfos, el Tolos de Delfos. Ha estat datat entre el 370 i 360 aC. No està clara quina era la seva funció.
El Philippeion a l'Altis d'Olímpia era un memorial circular jònic de pedra calcària i marbre, un tolos, que va contenir estàtues criselefantines (vori i or) de la família de Felip II de Macedònia: el propi Felip, Alexandre el Gran, Olímpia, Amintes III i Eurídice I.

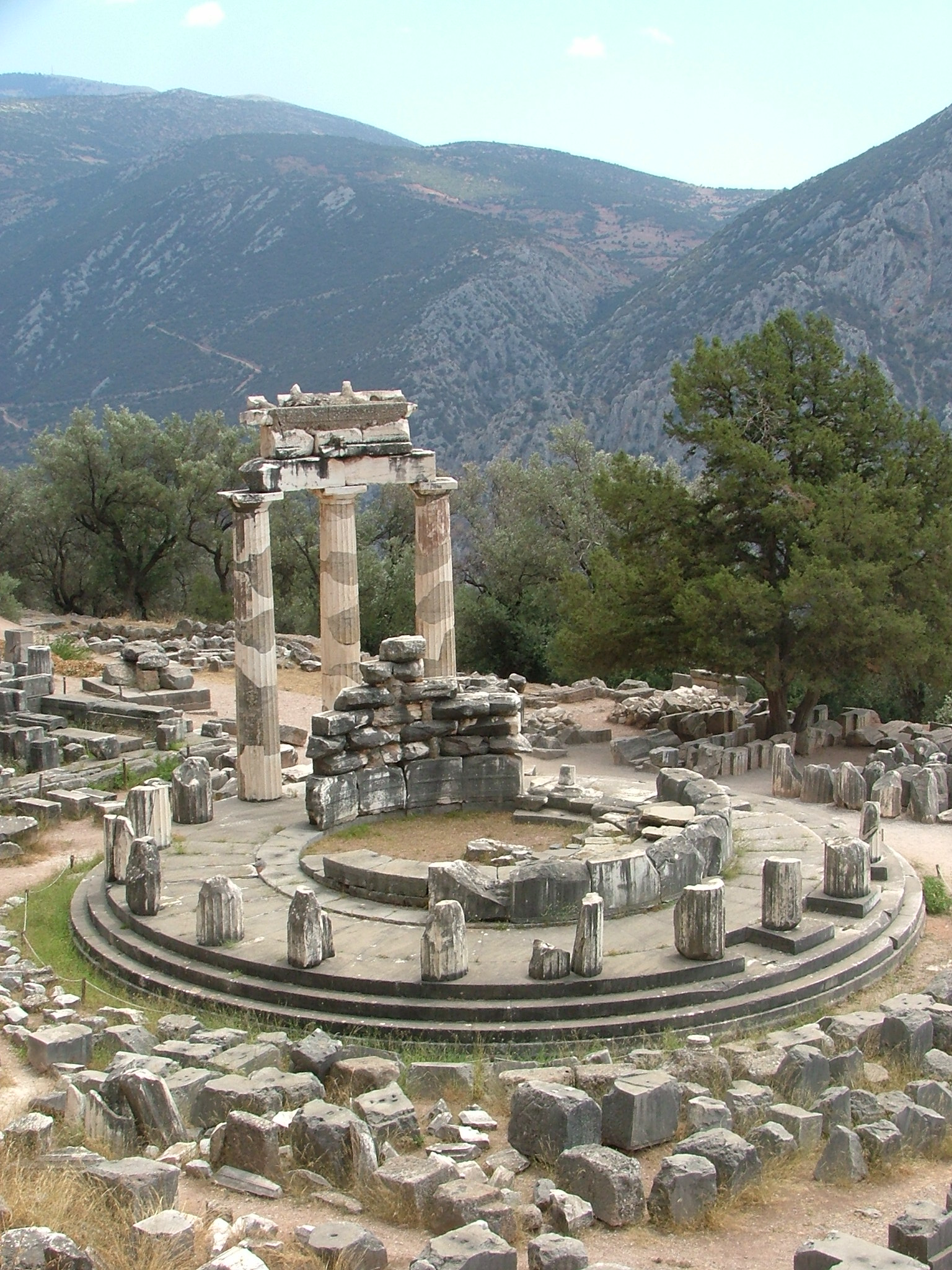
El Tolos de Delfos (370-360 aC)
Temple d'Atena Pronaia de Delfos amb tolos
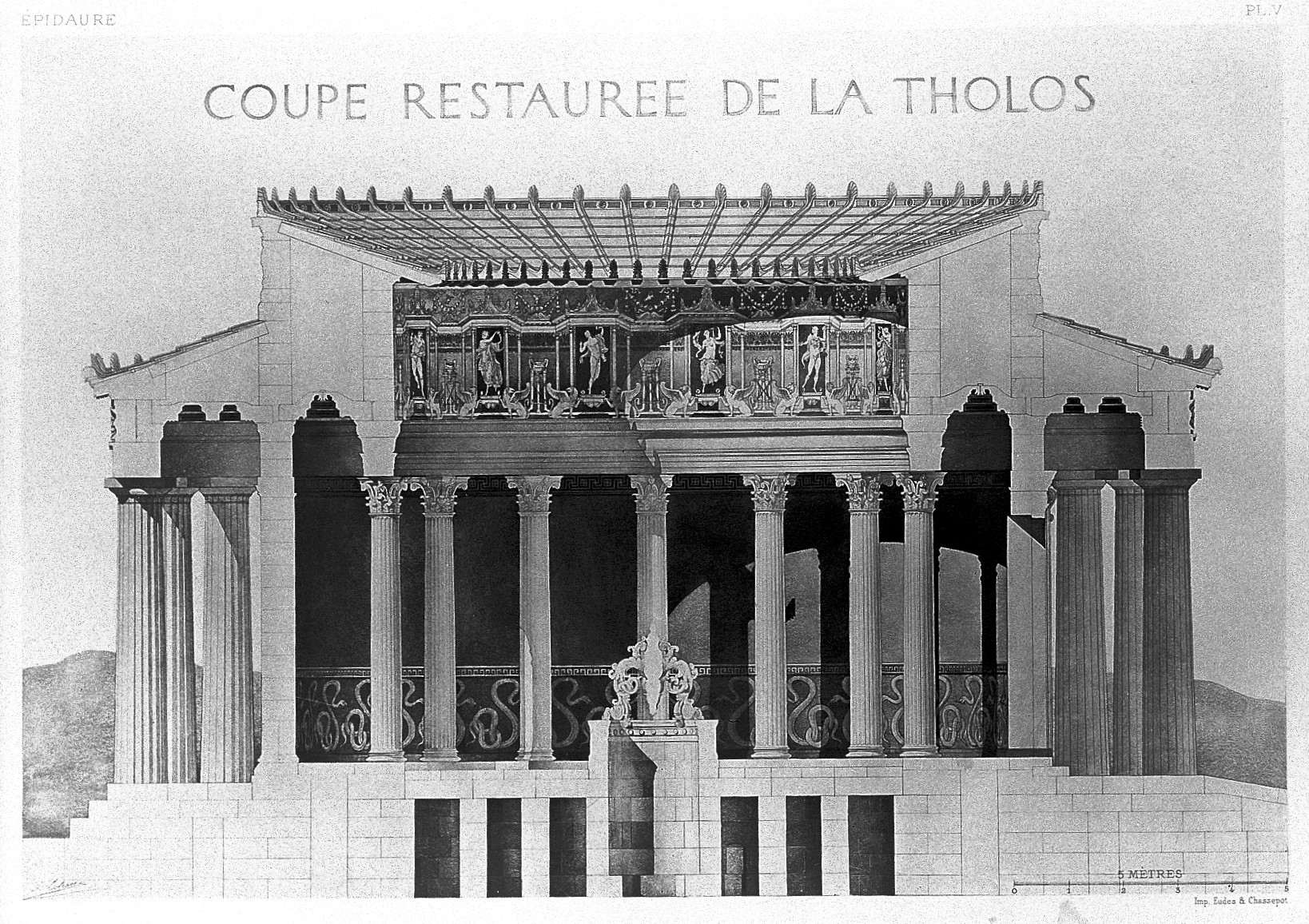
Secció del tolos d'Epidaure (Grècia)
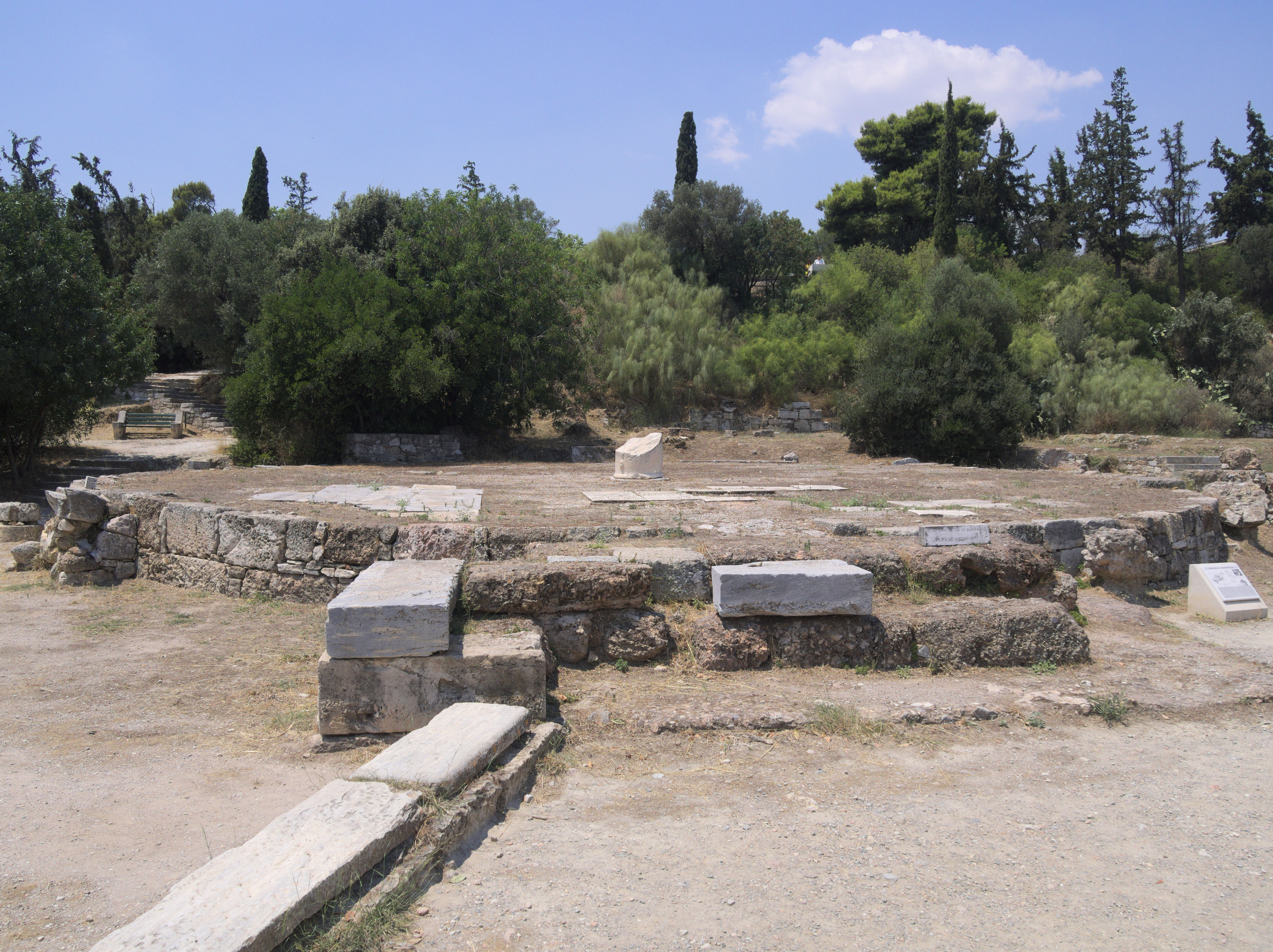
Restes del Tolos d'Atenes
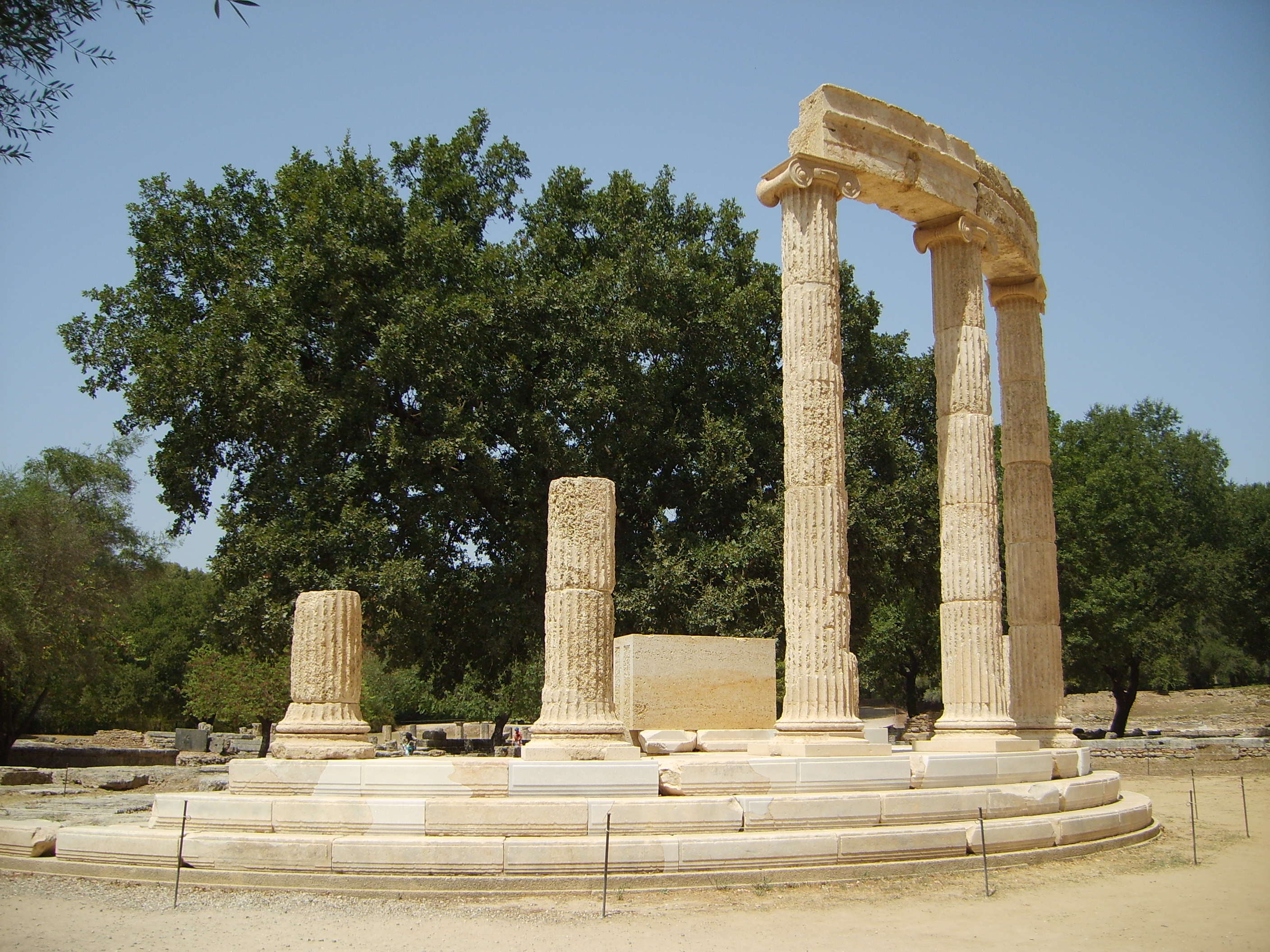
El Philippeion a Olímpia

## Antiga Roma
En ciutats romanes sovint se n'hi podien trobar al centre del macèl·lum (mercat), on podien haver estat el lloc de venda del peix. S'han suggerit altres usos per al tolos central, com el lloc on es tenien els pesos i mesures oficials de referència o com a santuaris dels déus del mercat. Alguns macella tenien una font d'aigua o una instal·lació hídrica en el centre del seu pati en comptes d'una estructura de tolos.

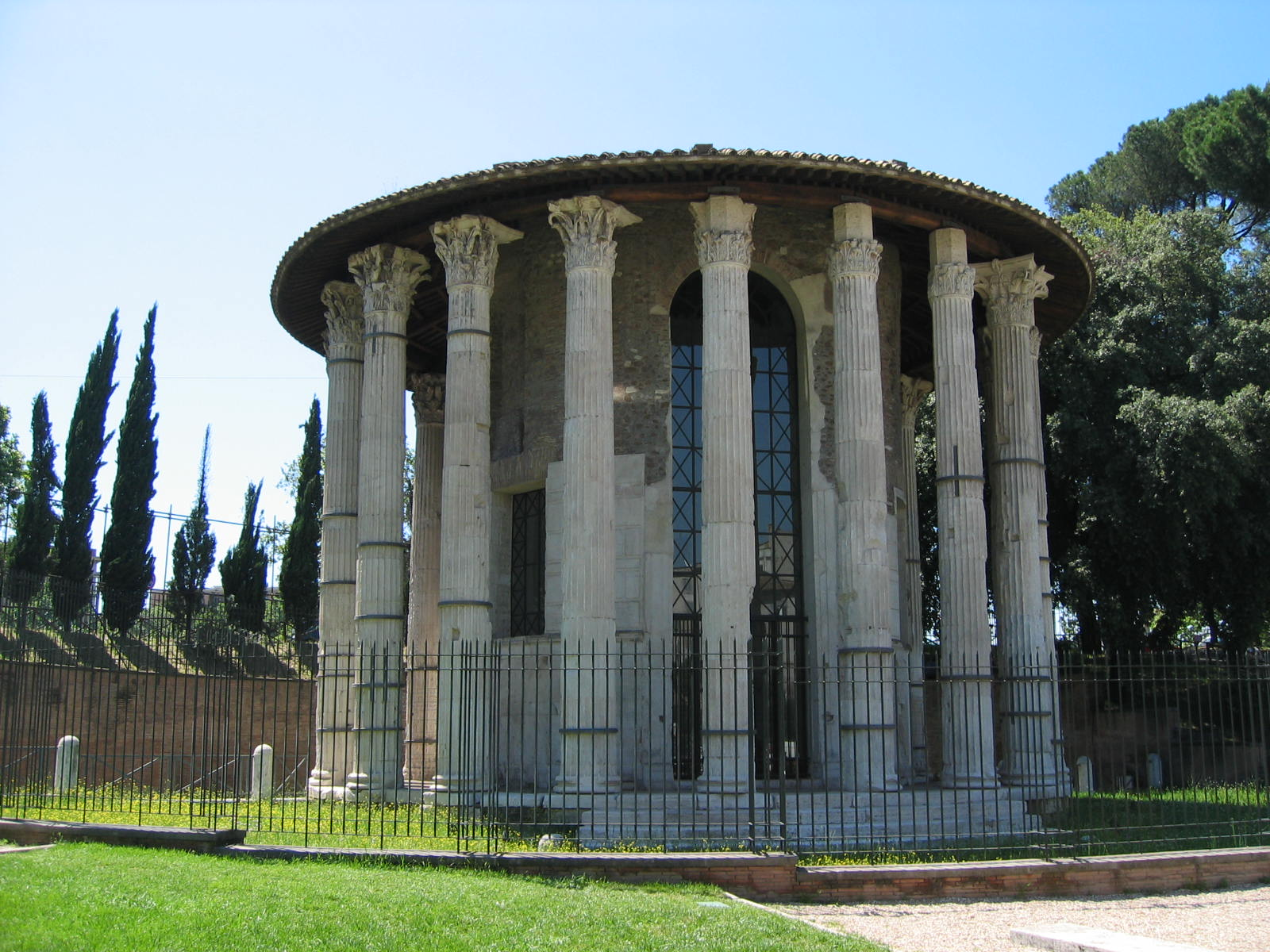
Temple d'Hèrcules Víctor, en el Forum Boarium a Roma
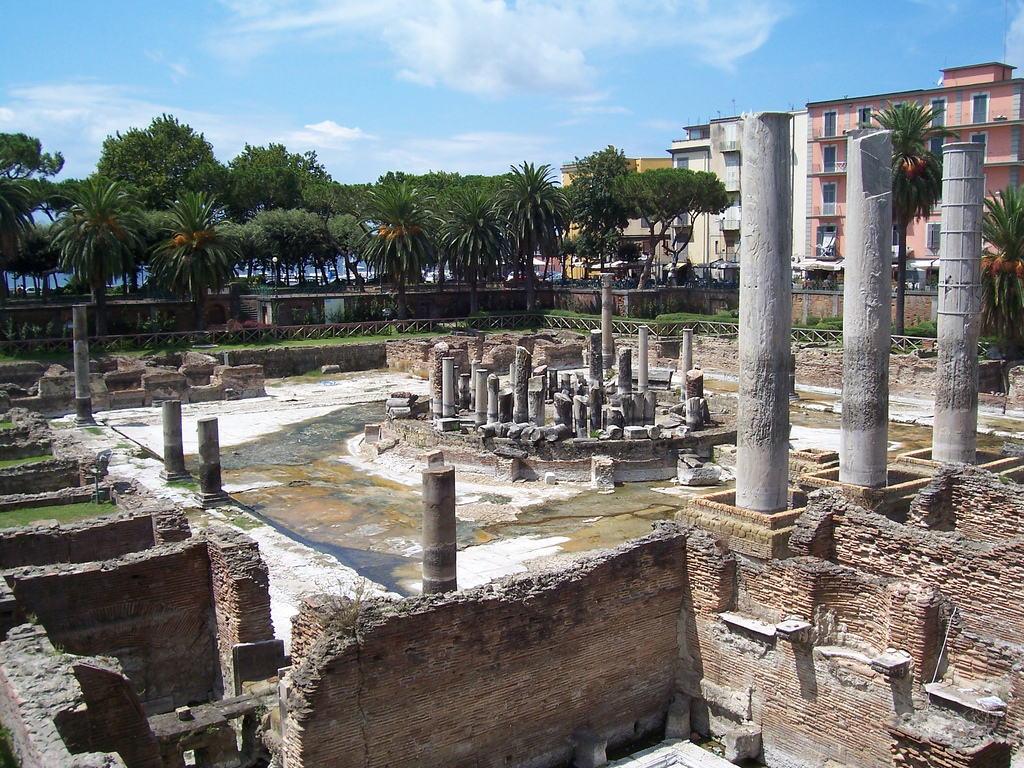
El macèl·lum a Pozzuoli. Al centre s'hi pot veure un tolos.

## Neoclassicisme
La part superior del Capitoli dels Estats Units és un tolos. Alberga l'enllumenat al capdamunt de la cúpula i serveix de base a l'Estàtua de la Llibertat. El Panteó de París també està coronat per un tolos.

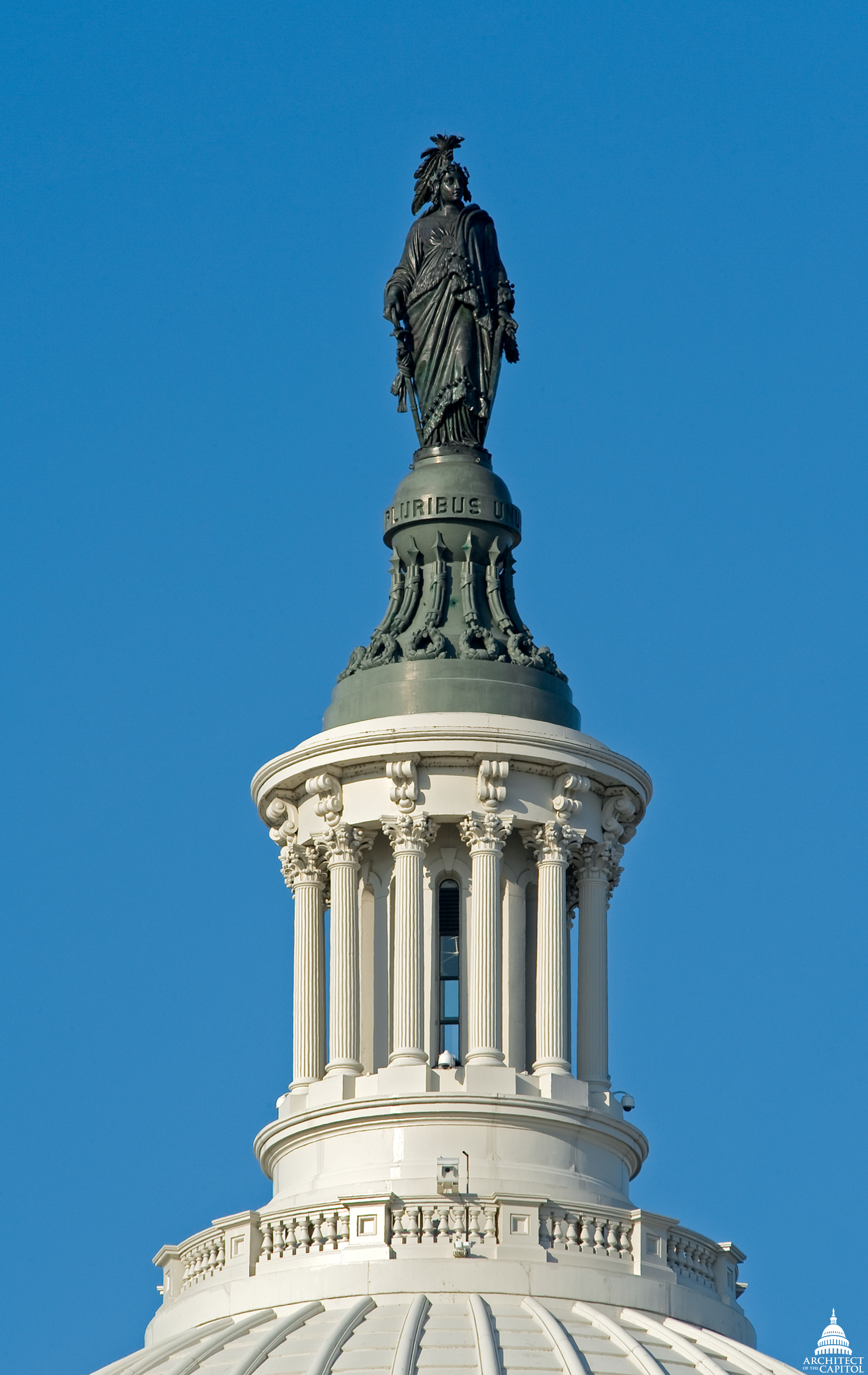
Tolos del Capitoli dels Estats Units
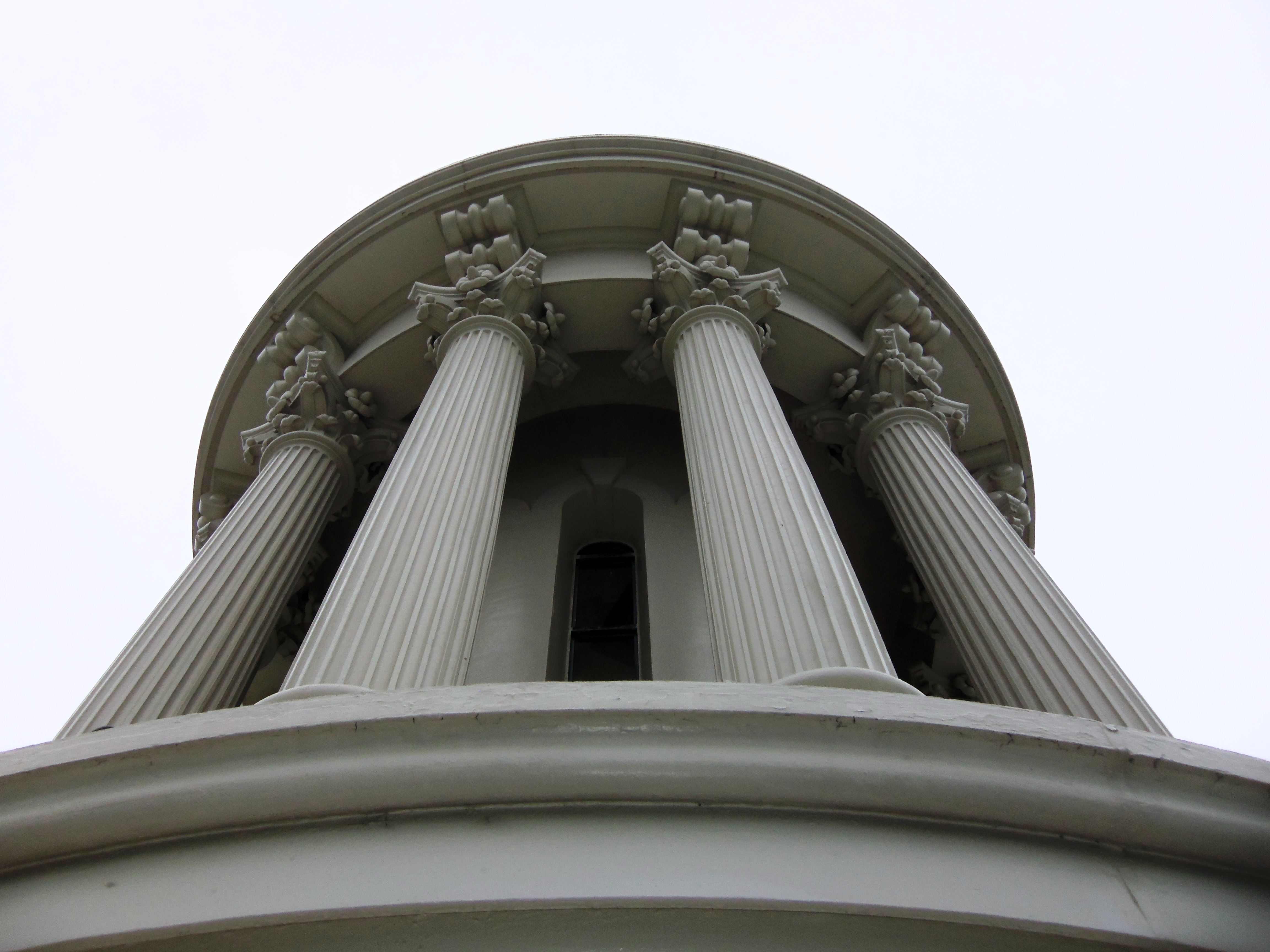
Tolos del Capitoli dels Estats Units
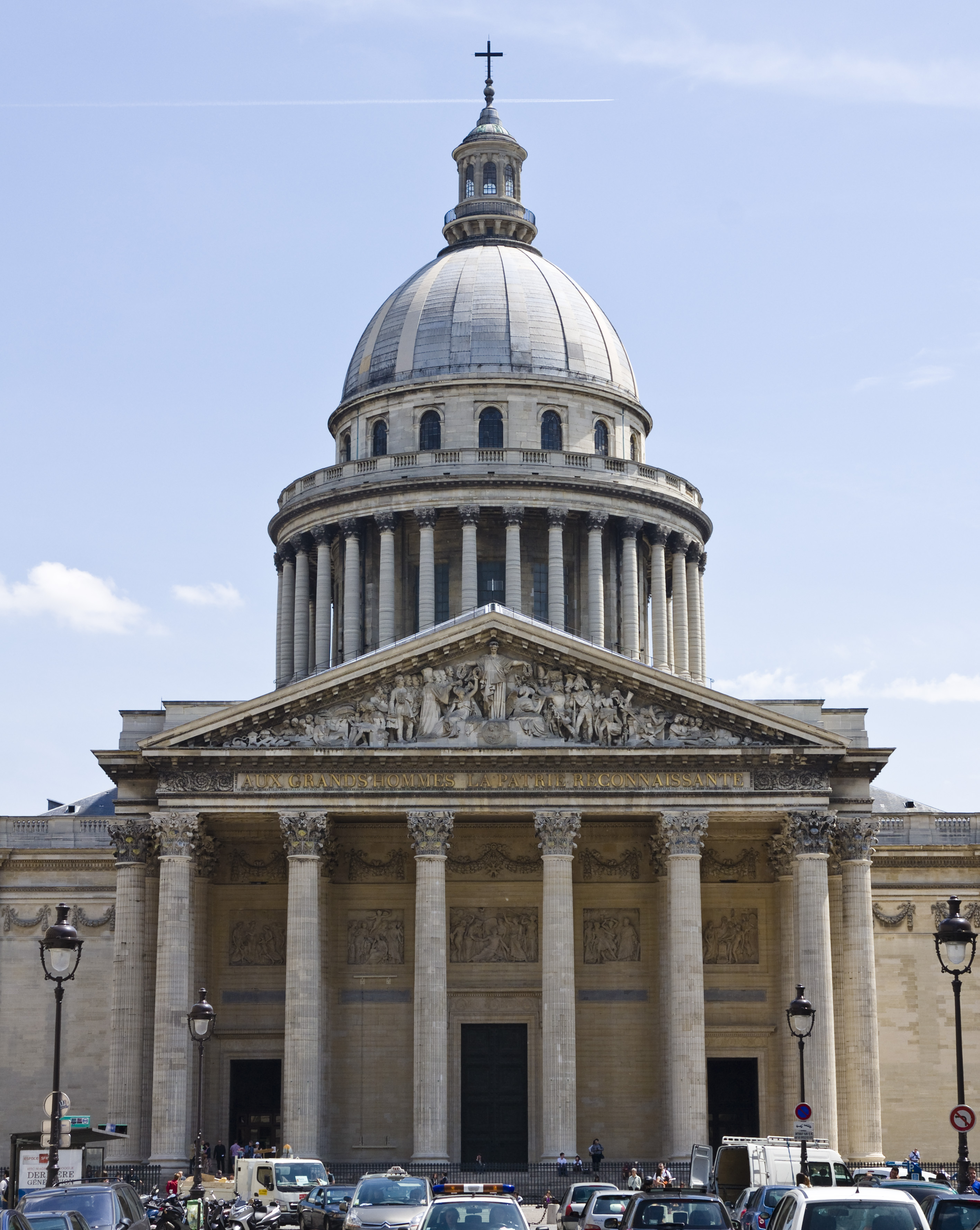
Panteó de París
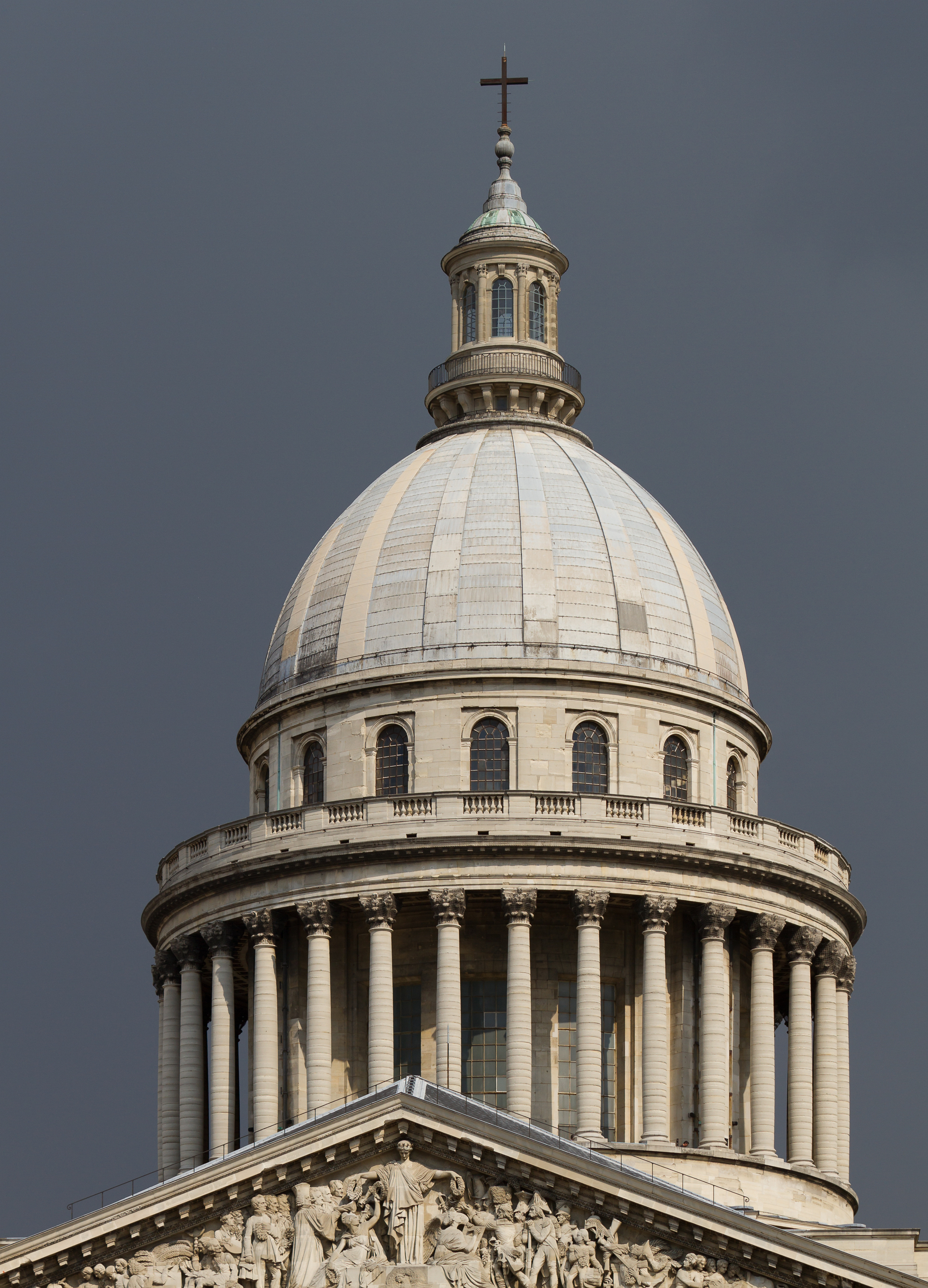
Panteó de París